# Kulturhuset i Ytterjärna

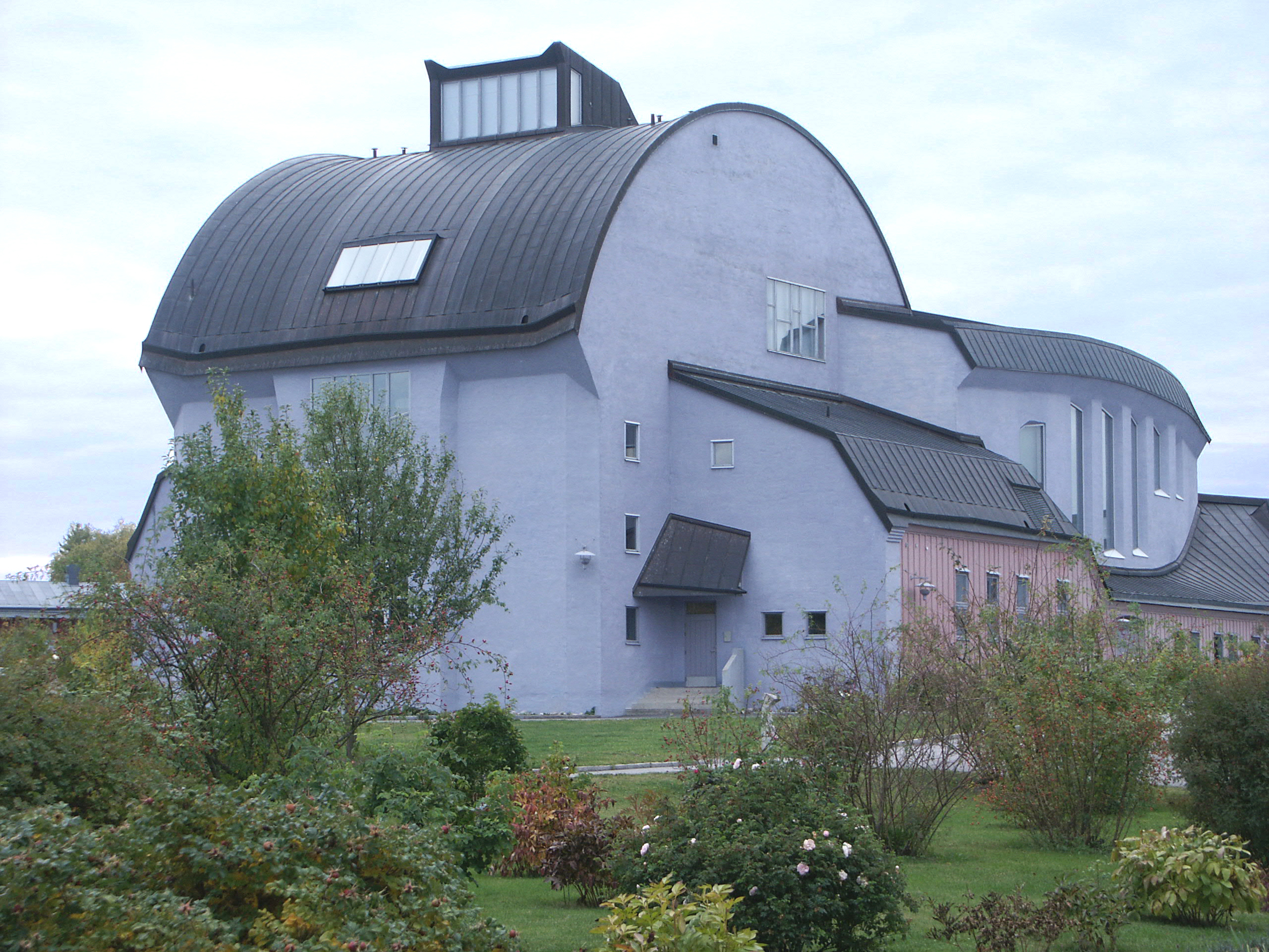
Kulturhuset i Ytterjärna.

Kulturhuset i Ytterjärna är ett kulturellt centrum i Järna/Ytterjärna, söder om Södertälje i Södermanland som invigdes 1992. 
Kulturhuset ägdes av Stiftelsen Antroposofins Hus fram till hösten 2021 då det bytte ägare till Kulturforum Järna AB, som ägs av stiftelsens ordförande Anders Kumlander. Kulturhuset såldes för 7 miljoner trots att byggandet kostat över 47 miljoner. Byggnaden är ritad av arkitekt Erik Asmussen. För färgsättningen stod Fritz Fuchs. Den monumentala takmålningen och de färgade glasfönstrens motiv är gjorda av konstnären och folkpedagogen Arne Klingborg.

## Bakgrund
I byggnaden ryms teater, kafé, konferenslokaler och kontor. Kulturhuset vann andra pris för Sveriges mest omtyckta moderna byggnad år 2001.
Vid byggnationen satsade man på akustiken i lokalerna, vilket har gjort att många konserter hålls här. Konsertsalen har cirka 500 platser, och får tillsammans med annan antroposofisk verksamhet i området omkring 30 000 besökare årligen. Övrig verksamhet som bedrivs är utställningar om arkitektur och trädgårdskonst.

## Fotogalleri

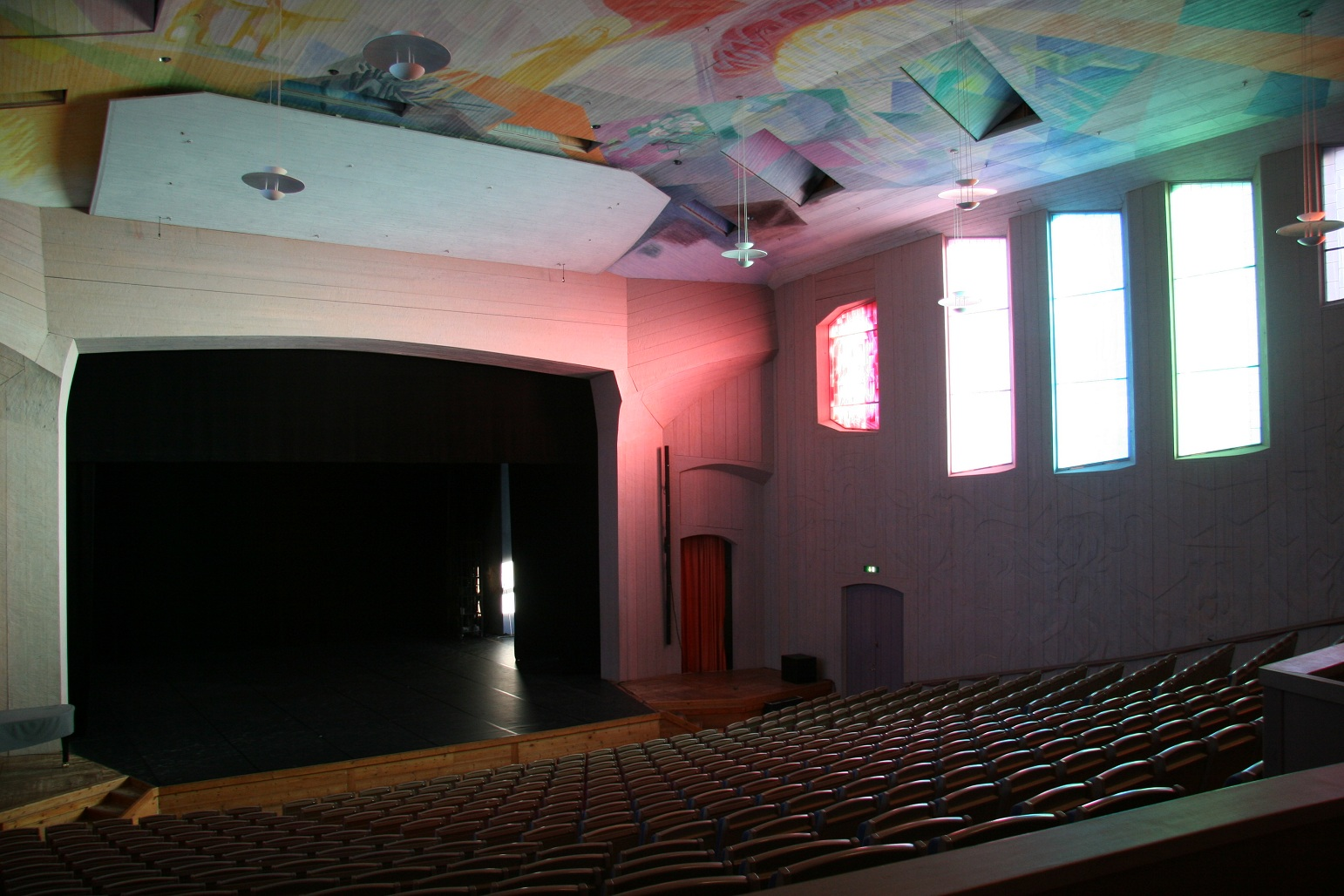
Konsertsalen i Kulturhuset.
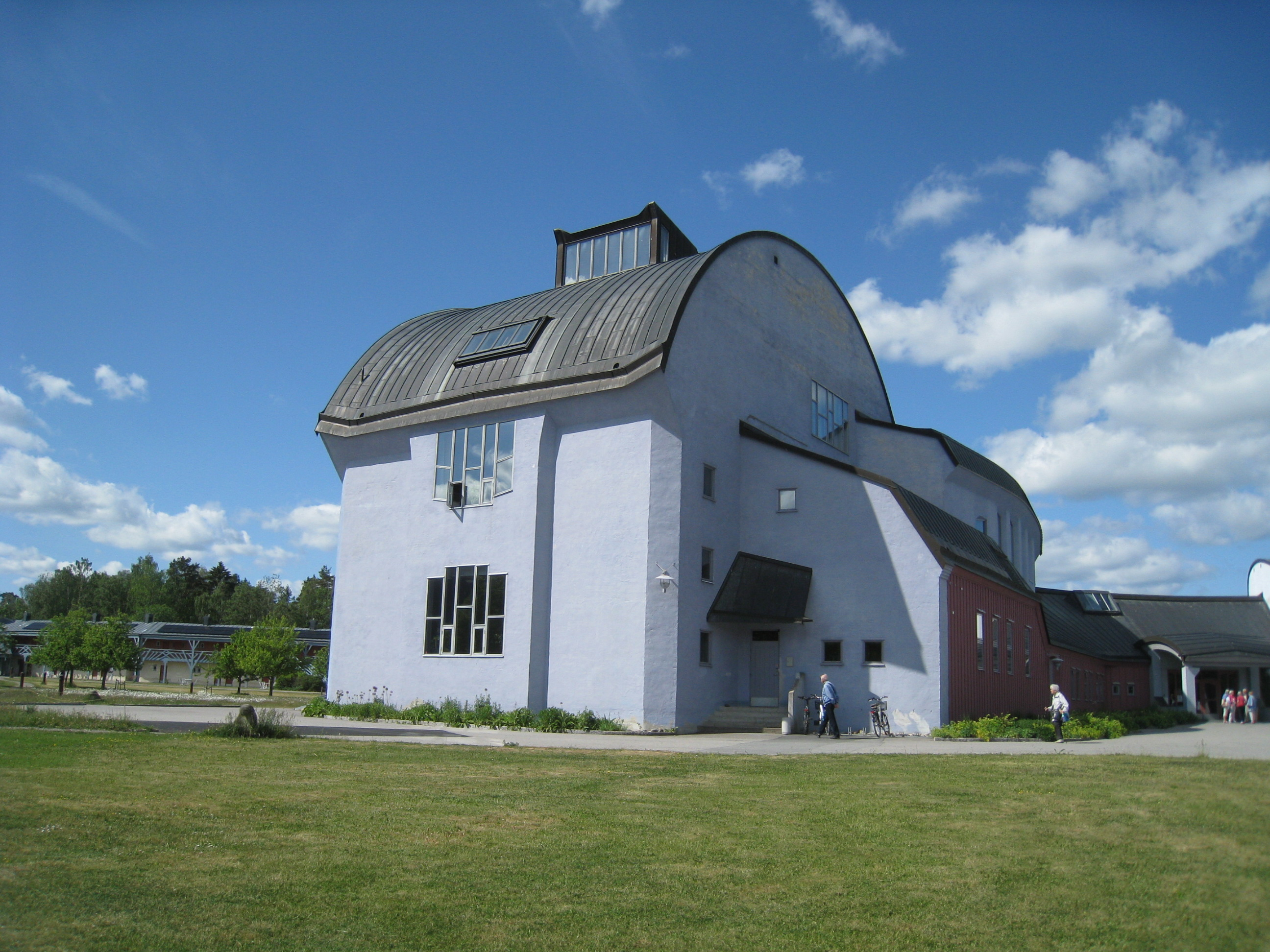
Rudolf Steinerseminariet, Järna.
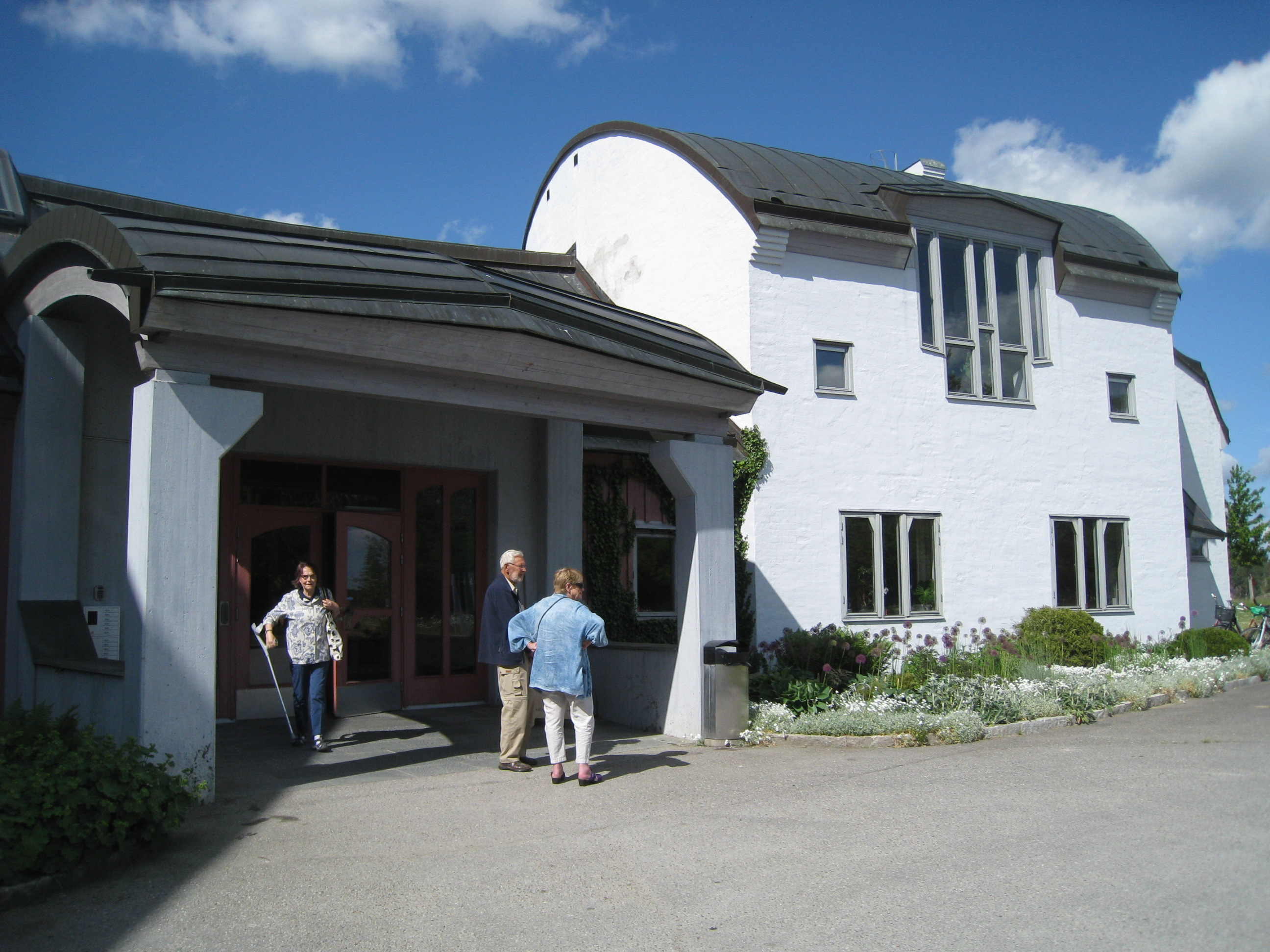
Rudolf Steinerseminariet, Järna.
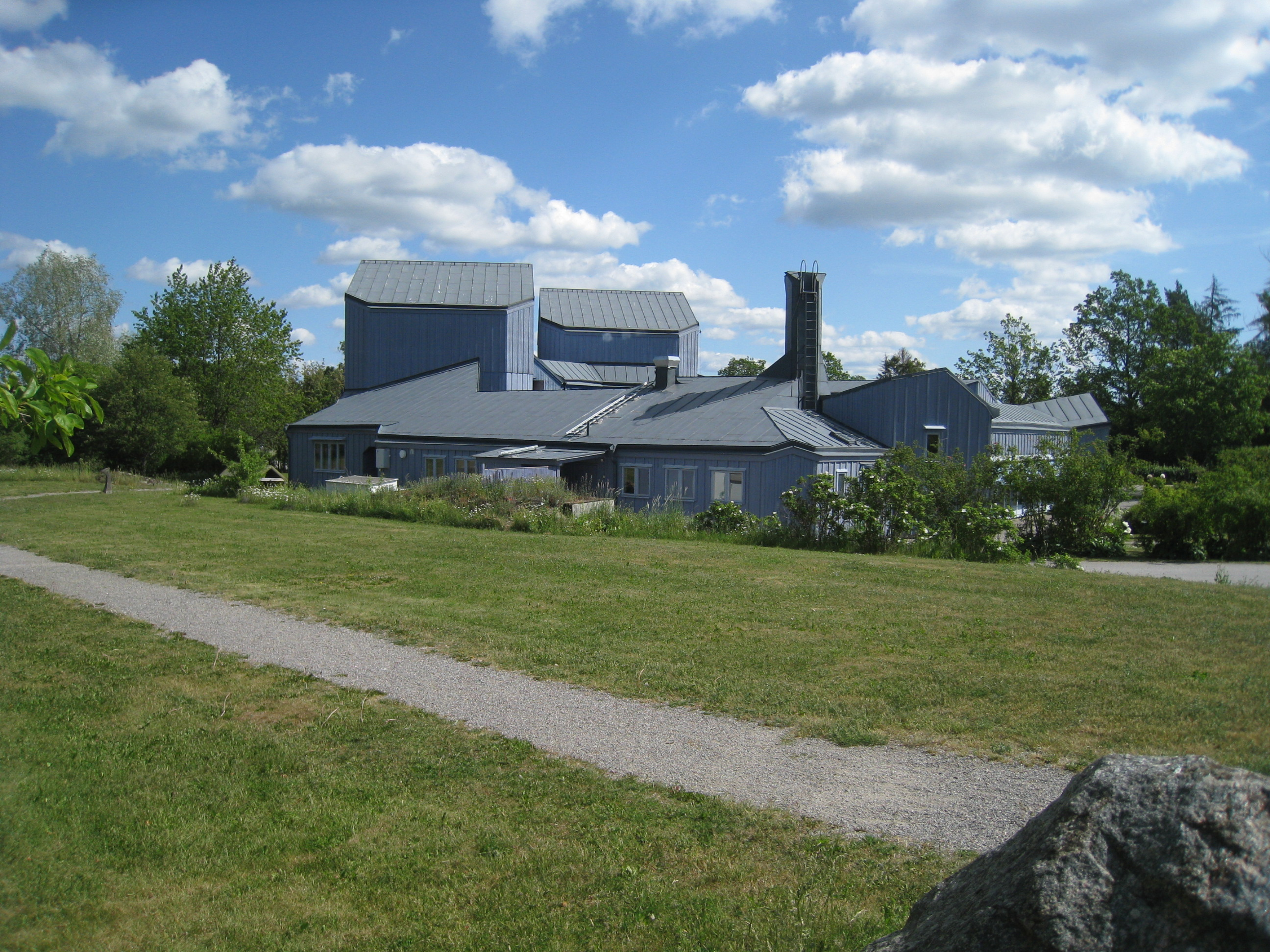
Kulturcentrum, Järna.
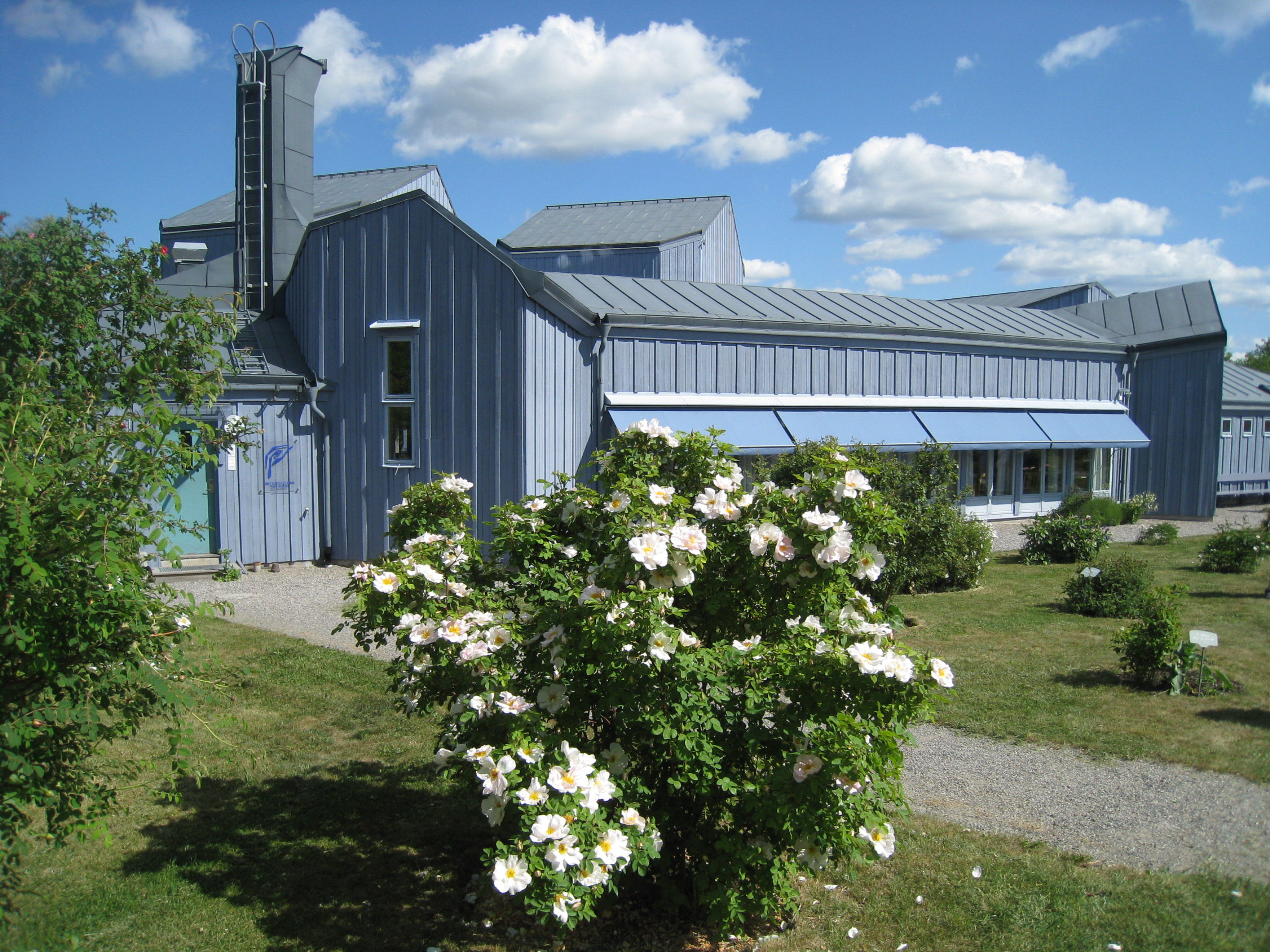
Kulturcentrum, Järna.